# Вилмош Кертес
Вилмош Кертес (мађ. Kertész Vilmos; 21. март 1890)је био мађарски фудбалер и репрезентативац. Играо је за мађарски прволигашки клуб МТК заједно са своја два брата Ђулом и Адолфом. Као члан репрезентације такмичио се на Летњим олимпијским играма 1912. године.
Кертес је играо клупски фудбал на унутрашњим десним и везним позицијама за МТК Будимпешта од 1908. до 1924. године.</ref> Играо је уз своја два брата, Ђулу и Адолфа. Према подацима са сајта worldfootball.net играо је као везни играч за НСЦ Будимпешта у периоду од 1924. до 1926. године.
Играо је за фудбалску репрезентацију Мађарске, где је укупно одиграо 47 утакмица и постигао 11 голова. Кертес је такође учествовао на Летњим олимпијским играма 1912.
Кертес је тренирао Будимпешта Вашаш ШК из Будимпеште (1926-30) и Рипенсиу из Темишвара (1931-32).

## Достигнућа

### Играч
- Летње олимпијске игре
  - 5.: 1912. Стокхолм
- Првенство Мађарске
  - шампион: 1913/14, 1916/17, 1917/18, 1918/19, 1919/20, 1920/21, 1921/22, 1922/23, 1923/24
- Куп Мађарске
  - победник: 1910, 1912., 1914., 1923.
- Он је био на 9. месту (47) на листи играча из МТК-а по броју наступа за репрезентацију Мађарске.
- Он је био на 13. месту (257) на листи играча који су се највише појавили у бојама МТК-а.